# Тринадесета Русенска въстаническа оперативна зона
Тринадесета Русенска въстаническа оперативна зона е териториална и организациона структура на т.нар. Народоосвободителна въстаническа армия (НОВА) по време на комунистическото съпротивително движение в България (1941 – 1944) през Втората световна война.
През пролетта на 1943 година Окръжният комитет на БРП (к) в Русе извършва усилена подготовка за въоръжени действия. Тази подготовка съвпада и с прегрупирането на Съпротивителното движение в НОВА и оперативното разделяне на страната на въстанически оперативни зони (ВОЗ). Тяхното изграждане започва през месец март-април.
Почти във всички публикации, посветени на темата, с малки изключения се твърди, че страната е разделена на дванадесет въстанически оперативни зони. Най-напред Борис Стайнов, в книгата си за бойните групи пише за тринадасета въстаническа оперативна зона и особеностите на въоръжените действия в Русенска област.
С писмо от 18 юни 1943 година ЦК на БРП (к) определя Никола Попов за свой пълномощник в Русенска област и му възлага да се заеме с подготовката и създаването на XIII ВОЗ. В изпратения до ЦК на БРП (к) отчет за работата на русенската окръжна партийна организация потвърждава получаването на писмото.
В Русенско, както и в Силистренско, практически няма партизанско движение. Понятието „въстаническа оперативна зона“ в случая не се покрива с наличието на партизански отряд, а включва и възможността чрез по-малки бойни групи да се нанасят непрекъснати удари, да се разрушават немските комуникации и бази, да се прекъсват жп линии и кабели, да се извършва масов саботаж и грабежи в предприятията и др. В Русенската област не са възможни други действия освен на малки групи. Има данни, че същестуващата XIII Русенска зона е заличена по заповед на Вълко Червенков след 9 септември 1944 г.
- Комендант (командир) на въстаническата зона – Никола Попов[2]
- Помощник-командир на зоната – Кирил Косев.[3]